# Пфюльгрисайм
Пфюльгрисайм (фр. Pfulgriesheim) — коммуна на северо-востоке Франции в регионе Гранд-Эст (бывший Эльзас — Шампань — Арденны — Лотарингия), департамент Нижний Рейн, округ Саверн, кантон Буксвиллер. До марта 2015 года коммуна административно входила в состав упразднённого кантона Трюштерсайм (округ Страсбур-Кампань).
Площадь коммуны — 4,81 км², население — 1267 человек (2006) с тенденцией к стабилизации: 1253 человека (2013), плотность населения — 260,5 чел/км².

## Население
Население коммуны в 2011 году составляло 1239 человек, в 2012 году — 1222 человека, а в 2013-м — 1253 человека.
| 1962 | 1968 | 1975 | 1982 | 1990 | 1999 | 2006 | 2008 | 2011 | 2012 | 2013 |
| ---- | ---- | ---- | ---- | ---- | ---- | ---- | ---- | ---- | ---- | ---- |
| 352  | 389  | 866  | 995  | 1081 | 1171 | 1267 | 1283 | 1239 | 1222 | 1253 |

Динамика населения:

## Экономика
В 2010 году из 787 человек трудоспособного возраста (от 15 до 64 лет) 598 были экономически активными, 189 — неактивными (показатель активности 76,0 %, в 1999 году — 72,7 %). Из 598 активных трудоспособных жителей работали 563 человека (296 мужчин и 267 женщин), 35 числились безработными (25 мужчин и 10 женщин). Среди 189 трудоспособных неактивных граждан 77 были учениками либо студентами, 82 — пенсионерами, а ещё 30 — были неактивны в силу других причин.

## Достопримечательности (фотогалерея)

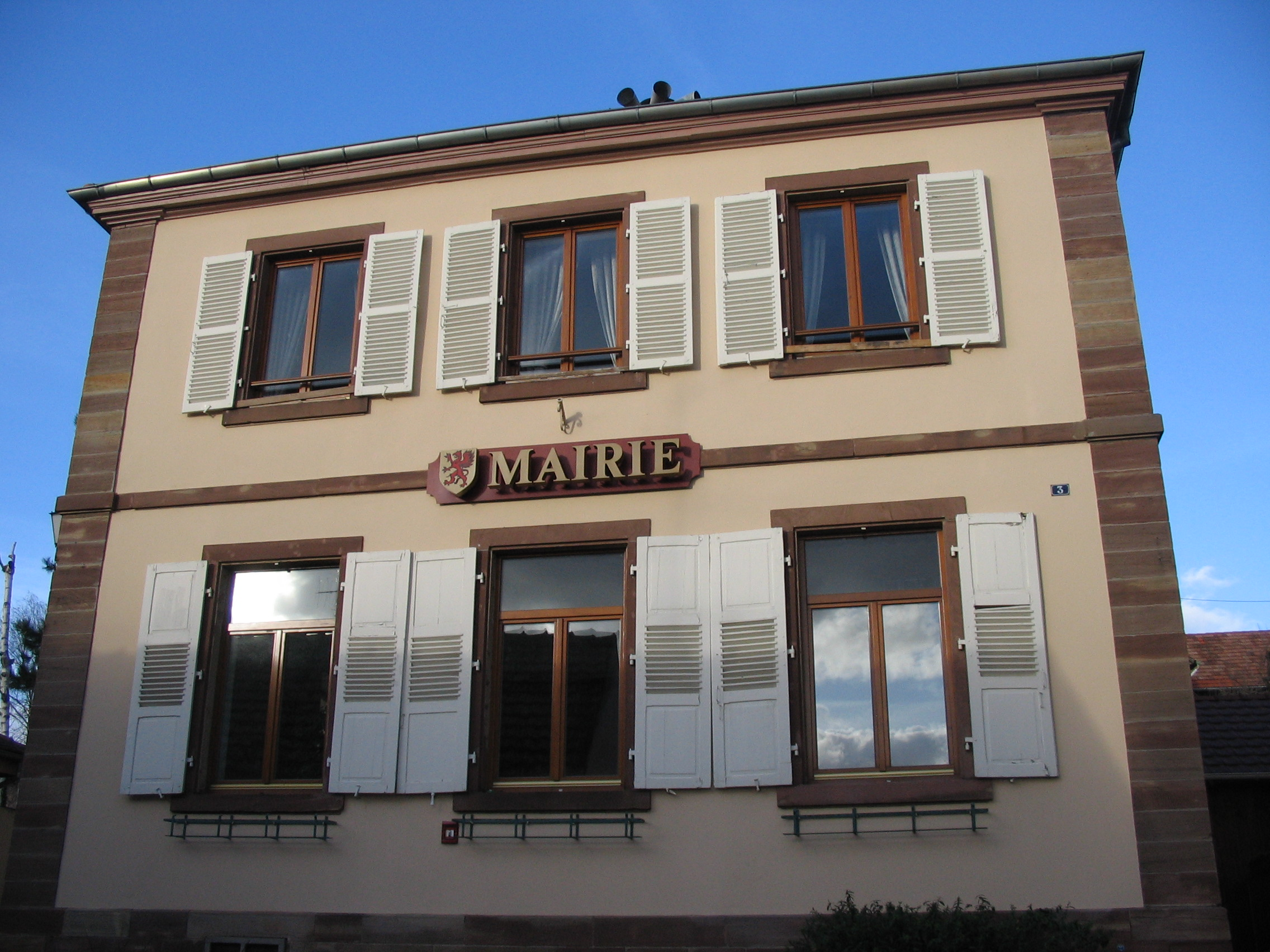
Здание мэрии
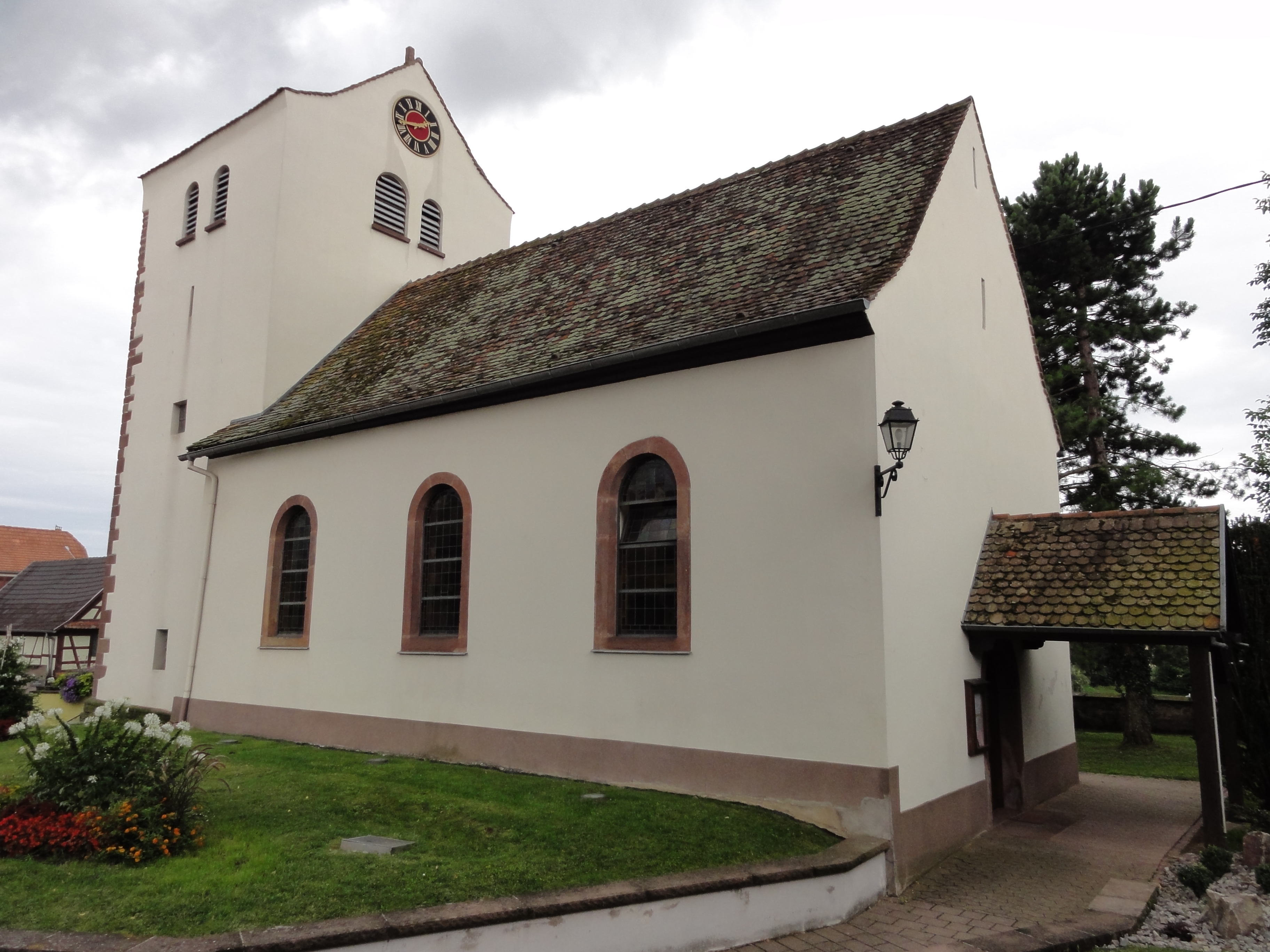
Церковь Сен-Мишель
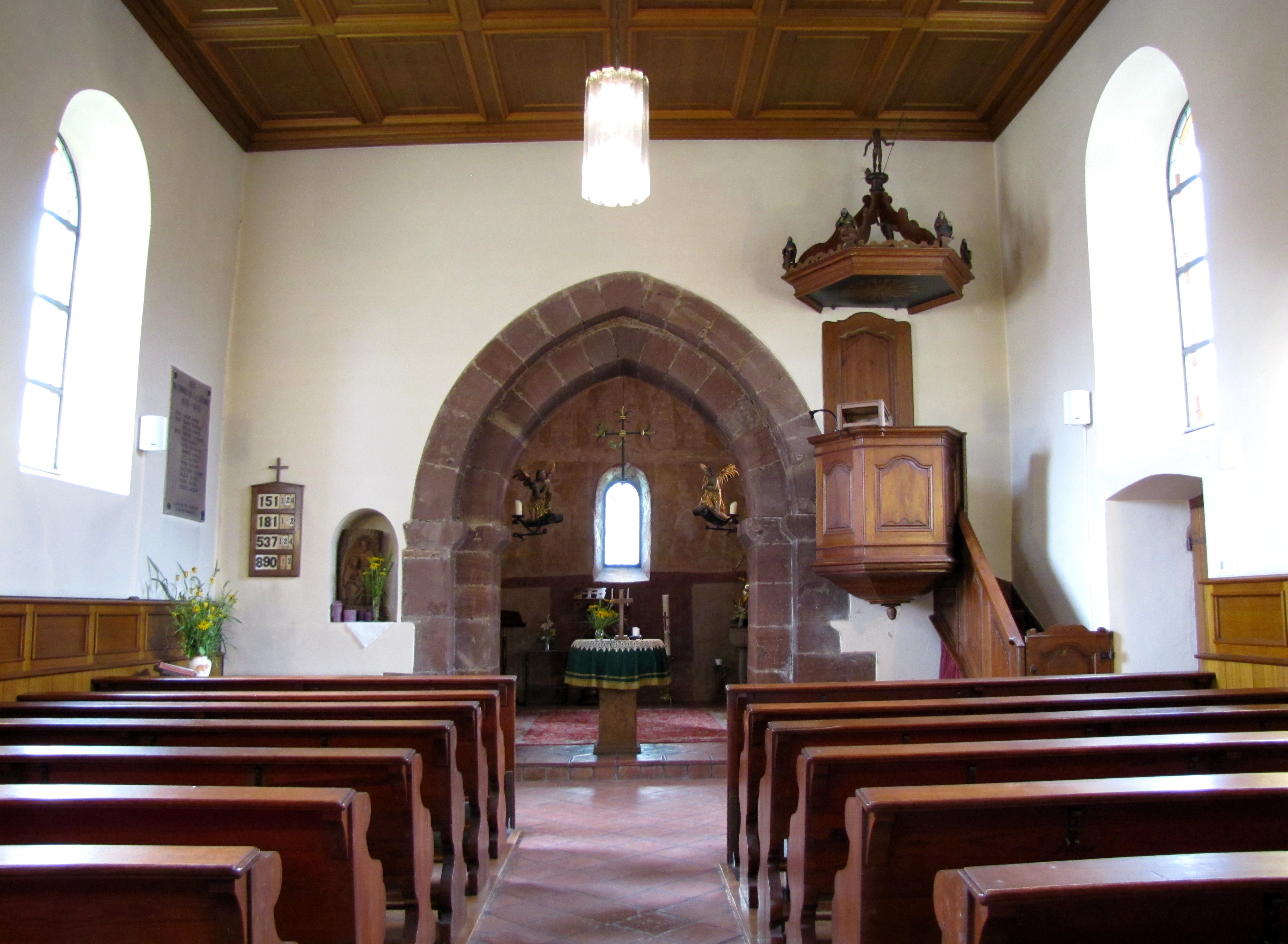
Интерьер церкви
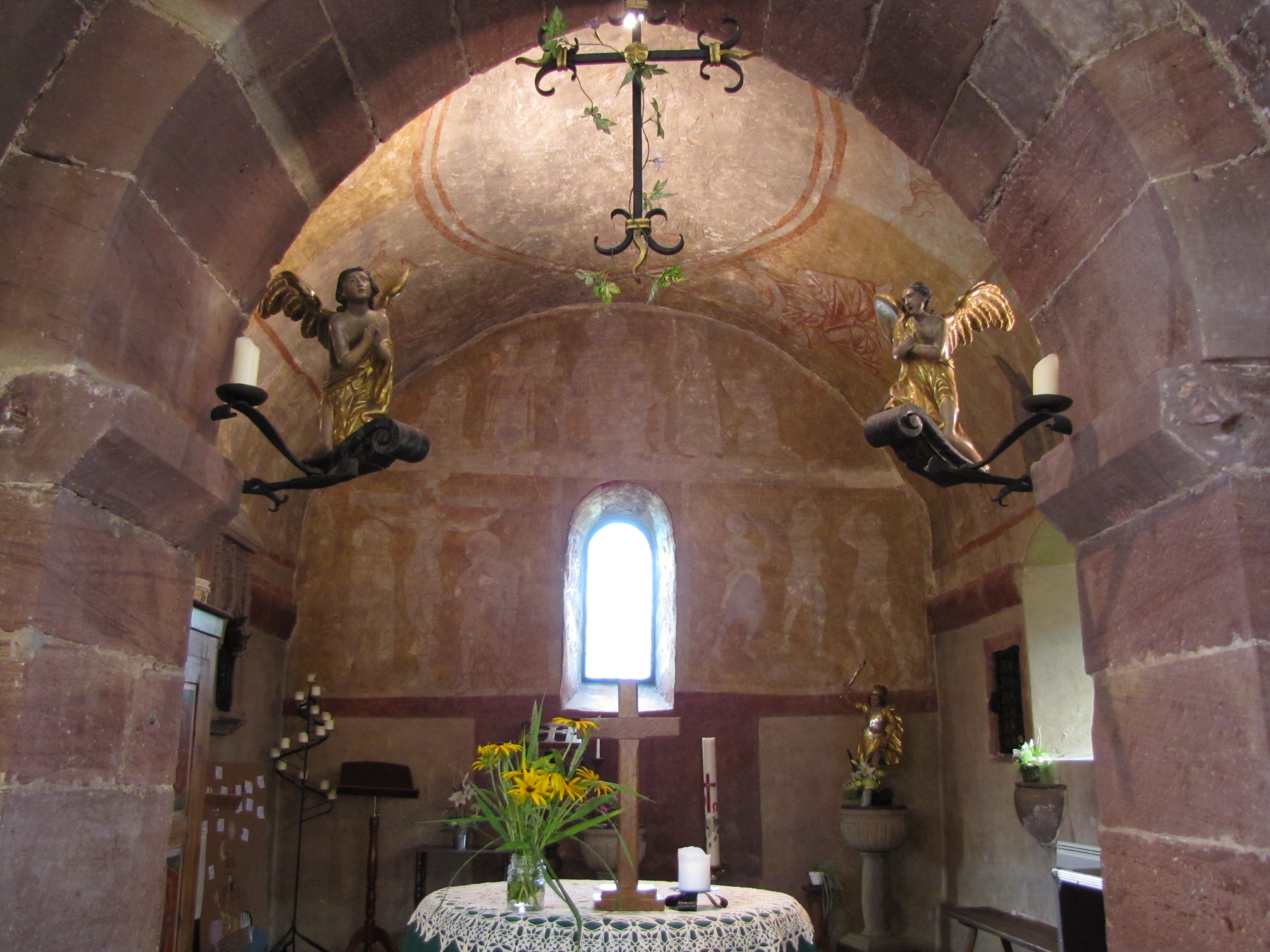
Алтарь
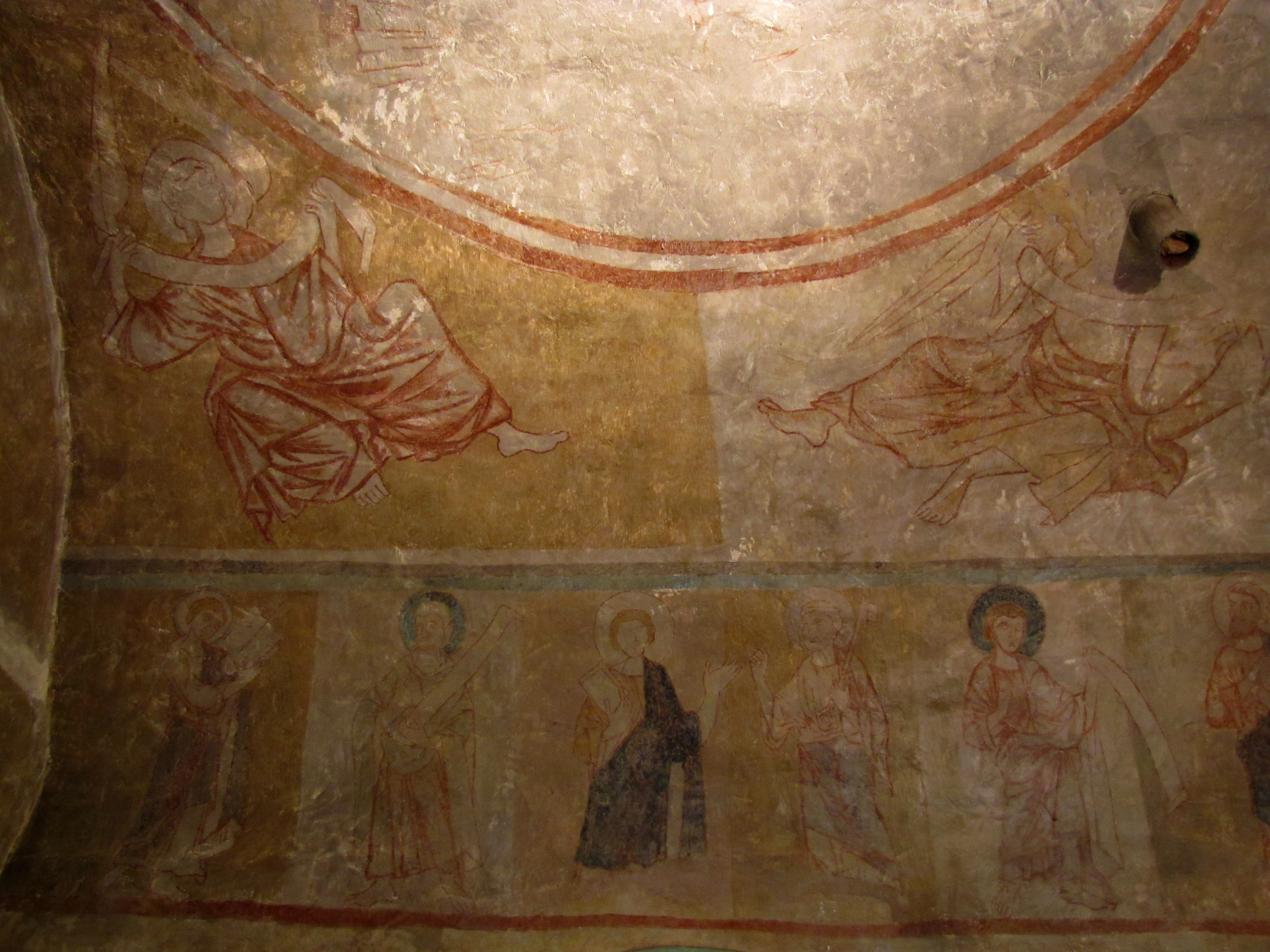
Фреска